# Pham Xuân Tong
 (septembre 2009).
Si vous disposez d'ouvrages ou d'articles de référence ou si vous connaissez des sites web de qualité traitant du thème abordé ici, merci de compléter l'article en donnant les références utiles à sa vérifiabilité et en les liant à la section « Notes et références ».
Pham Xuân Tong, né le 17 juillet 1947 à Ninh Binh, dans la ville de Nam Dinh (Vietnam), est un professeur d'éducation physique et un pratiquant d'arts martiaux détenteur du 9e Dan FFKDA. Il réside actuellement dans le sud de la France.
Il est le fondateur d'un art martial : le Qwan Ki Do. Pham Xuân Tong a été l'élève et le successeur testamentaire du maître d'arts martiaux Châu Quan Ky. Une de ses motivations a été de créer une synthèse des arts martiaux chinois et vietnamiens en hommage à son maître.

## Biographie

### Au Viêt Nam
En 1947, Maître Pham Xuân Tong nait à Ninh Binh au Viêt Nam. De mère eurasienne, avec un grand-père français, et de père vietnamien, le jeune Pham Xuân Tong est déjà à la frontière des cultures. 
En 1956, Maître Chau Quan Ky vient travailler à Cholon en tant qu'herboriste et acupuncteur, puis en 1957 il s'installe à Gia Dinh où il se voue au culte des défunts dans un temple taoïste. Par la suite, il ouvre sa première école d'arts martiaux et régularise sa situation en se faisant naturaliser vietnamien, avant de rejoindre la Fédération Vietnamienne des Arts Martiaux : « Tong Cuoc Quyen Thuat Vietnam ». 
En 1957, C'est la rencontre entre le jeune Pham Xuân Tong et le Grand Maître Châu Quan Ky. Après avoir établi la « carte du ciel » du jeune garçon, le Maître l'accepte comme élève. Pham Xuân Tong commence alors l’étude des arts martiaux au temple taoïste de Phu-Nhuan. Les premières années, le travail est axé sur la préparation physique, les exercices de dextérité, l’étude des positions, déplacements, chutes et autres acrobaties. 
En 1961, Maître Châu Quan Ky ouvre son école : « Vo Duong - Hô Hac Trao » En 1963, il commence l'étude des arts guerriers du Vietnam avec son grand-oncle Pham Tru lors de visites familiales. En 1964, Le jeune Pham Xuân Tong obtient le niveau « So Dang » et devient assistant du Maître. Le jeune Pham Xuân Tong ouvre des sections d'arts martiaux à l'Institut de Technologie de Don Bosco (Go Vap), puis au lycée Chan Phoc Liem (Gia Dinh). Il dirige les clubs de « Nga Mi Ho Hac Trao » à Phu Nhuan et à Cau Bong. En 1964 et 1965, le jeune Pham Xuân Tong remporte plusieurs titres nationaux en combat libre, catégorie léger (à cholon). Il gagne une médaille d'or en combat et en technique aux championnats interarmées du sport (à Gia Dinh, à Prey-Veng au Cambodge) En 1968, il réussit l'examen de « Trung Dang (équivalence de 6e dang) » avant de partir en France pour effectuer son service militaire et continuer ses études supérieures. 
C'est alors qu'il apprend la mort de son Maître (1968) et reçoit le testament le mentionnant comme seul et unique successeur de l'école des Arts Martiaux Sino-Vietnamiens : « Shaolin Wo-Mei Ho Hac Trao ». Toute tentative de supplantation de ce dernier est réprimée sans ménagement. 

### En France et dans le Monde
Une vie au service de l'Art Martial Maître Tong commence à enseigner les arts martiaux dans le sud de la France dès 1968 à La Seyne-sur-Mer (83). Très vite le style Quan Ky fait de nombreux adeptes. En 1969, en France, les arts martiaux sont essentiellement constitués de styles japonais. Maître Tong valide un grade de 2e dan auprès de l'Union Française de Karaté. Au mois de décembre, c'est la première réunion historique des Maîtres vietnamiens en France. En 1970, il se rend à Paris pour effectuer sa première démonstration, à la demande de Son Excellence l'Ambassadeur du Sud-Vietnam lors de l'accueil de la Délégation Gouvernementale (table ronde pour la paix). En 1972, il obtient son Brevet d’État en option karaté et il participe à la création de l'Association Nationale de Kung Fu Kempo. Deux livres sont édités par Dan France Paris : Viet Vo Dao Kung Fu, Bâton Long. C'est en 1973 qu'il fera partie du regroupement des maîtres vietnamiens et deviendra l'un des cinq fondateurs de la Fédération Française de Viet Vo Dao. En 1977, lors du Congrès des Maîtres Vietnamiens à l'étranger, à Limoges, il obtient le grade et le titre d'Expert International 7e Dang. 

#### 1981, une année incontournable
La méthode Qwan Ki Do – Quan Khi Dao est officiellement créée avec : 
- la Fédération Française de Qwan Ki Do (10 mai 1981 – La Peyrade 34)
- la World Union of Qwan Ki Do – Quan Khi Dao (Milan, Italie).

En 1983, Maître Pham Xuân Tong, le Fondateur de la Méthode Quan Khi Dao – Qwan Ki Do, porte pour la première fois la ceinture du successeur de la méthode Nga Mi Ho Hac Trao. Cet évènement eu lieu au Paladino de Milan, lors de la 6e Pasqua del Budo. Maître Tong y reçoit les félicitations du président de la World Jujitsu Federation et du Président Régional du Comité Olympique National Italien.

### Renommée
Maître Tong parcourt le monde et fait de nombreux adeptes de toutes nationalités[évasif]. Sa démonstration la plus appréciée est le célèbre exercice de coupe réalisé les yeux bandés, le « Da Ma Cong ». Présent dans la presse spécialisée, comme lors des festivals d'arts martiaux de renom, officiellement reçu et décoré par les politiques et les autorités sportives de nombreuses nations[évasif], Maître Pham Xuân Tong apparaît comme l'une des figures marquantes des arts martiaux dans le monde.

## Filmographie
- 1975 : Fureur et Sagesse, France 3.
- 1975 : Le Temple des Quatre Dragons, France 3.

## Vidéo
- Vidéo de maître Pham Xuân Tong